# Giorgio Paleologo

Impero Bizantino nel 1076

Giorgio Paleologo (in greco: Γεώργιος Παλαιολόγος; metà dell'XI secolo – 1110) è stato un generale e militare bizantino appartenente alla nobile famiglia bizantina dei Paleologi, che avrebbe retto il trono dell'impero bizantino dal 1259 al 1453. Fu uno dei più importanti generali e sostenitori di Alessio I Comneno, giocò un ruolo molto importante nelle campagne di Alessio, in particolare nella battaglia di Durazzo (1081) contro i Normanni e nella battaglia di Levounion contro i Peceneghi (1091).

## Biografia
Giorgio Paleologo era figlio del primo membro conosciuto della famiglia dei Paleologi, lo strategos della Mesopotamia Niceforo Paleologo, aveva anche un fratello minore, Nicola Paleologo. Egli fu uno dei più importanti generali e sostenitori di Alessio I Comneno (1081-1118), del quale era personalmente amico. Giorgio infatti sposò Anna Ducaena sorella di Irene Ducaena, moglie di Alessio, entrambe figlie di Andronico Ducas, il traditore della battaglia di Manzicerta (1071). Giocò un importante ruolo nel colpo di Stato del 1081 che porta Alessio al trono, Giorgio si oppose anche al padre, Niceforo Paleologo, fedele sostenitore dell'imperatore destituito Niceforo III Botaniate (1078-1081). Egli fece anche gli interessi della famiglia Ducas, per guadagnare il sostegno delle forze armate nella designazione di Alessio come imperatore, a sfavore di suo fratello Isacco Comneno. Egli intercettò una flotta inviata da Niceforo III a sostegno di un altro pretendente al trono, Niceforo Melisseno. Non esitò anche a schierarsi contro alcuni partigiani di Alessio, in particolare contro la madre di quest'ultimo, Anna Dalassena, profondamente avversa ai Ducas, quando Alessio stesso esitò ad incoronare sua moglie e meditò di unirsi a Maria d'Alania, Giorgio difende dunque gli interessi della famiglia Ducas e Alessio, che non poteva alienarsi la sua persona che l'aveva aiutato ad ottenere il trono, finì per cedere ed incoronò Irene.
Nel giugno 1081 Alessio, per far fronte alla minaccia dei Normanni, che stavano invadendo l'impero, nominò Giorgio governatore di Durazzo. L'assedio di Durazzo iniziò il 17 aprile 1081 e Giorgio sconsigliò ad Alessio uno scontro diretto contro i Normanni, ma l'imperatore, ignorato il consiglio, subì una grave sconfitta, che portò nel febbraio del 1082 alla caduta della città. Negli anni successivi fu uno dei principali funzionari e consiglieri dell'imperatore visto che quest'ultimo aveva fiducia in Giorgio, nonostante le divergenze occasionali. Nel 1091 giocò un ruolo importante nella battaglia di Levounion contro i Peceneghi, dove i Bizantini riscossero un grande successo.
Durante la prima crociata nel 1096, quando i crociati arrivarono a Costantinopoli, Giorgio esercitò forti pressioni affinché Tancredi d'Altavilla prestasse giuramento di fedeltà ad Alessio, con la promessa di rendere al sovrano qualsiasi terra conquistata durante la campagna militare. Tancredi si rifiutò di farlo, sebbene molti altri cavalieri avessero fatto giuramento pur non avendo alcuna intenzione di rispettarlo. Partecipò al Sinodo delle Blacherne ma comunque il suo ruolo sembra meno importante alla fine del regno di Alessio. Fu la fonte principale utilizzata da Anna Comnena per redigere la cronaca delle parti delle battaglie nel suo capolavoro, l'Alessiade, nel quale narra la biografia del padre Alessio; in quest'opera Giorgio Paleologo è descritto come un uomo capace e leale.

## Famiglia
Dal matrimonio con Anna Ducaena ebbe quattro figli maschi:
- Niceforo Paleologo, uno degli antenati che porterà la dinastia dei Paleologi al trono nel 1259;
- Andronico Paleologo;
- Michele Paleologo, che fu sebastocratore.
- Alessio Paleologo, che sposò Anna Comnena Ducaena: è l'antenato della dinastia imperiale.